# Морерень (Васлуй)
Морерень, Моререні (рум. Morăreni) — село у повіті Васлуй в Румунії. Входить до складу комуни Александру-Влахуце.
Село розташоване на відстані 258 км на північний схід від Бухареста, 17 км на південний захід від Васлуя, 71 км на південь від Ясс, 125 км на північ від Галаца.

## Населення
За даними перепису населення 2002 року у селі проживали 282 особи, усі — румуни. Усі жителі села рідною мовою назвали румунську.